# レオ・ガイヤー・フォン・シュヴェッペンブルク
レオ・ディートリヒ・フランツ・ライヒスフライヘア・ガイヤー・フォン・シュヴェッペンブルク（Leo Dietrich Franz Reichsfreiherr Geyr von Schweppenburg、1886年3月2日 – 1974年1月27日）は、ドイツの軍人。最終階級はドイツ国防軍装甲兵大将。

## 来歴

### 初期の軍歴
ガイヤー・フォン・シュヴェッペンブルク家は古いヴェストファーレン貴族の家系で、レオ・ガイヤー・フォン・シュヴェッペンブルクはプロイセン王国軍ユサール将校の息子としてポツダムで生まれた。1904年に士官候補生としてヴュルテンベルク竜騎兵連隊に入営し、18ヶ月後に少尉に昇進した。1911年から1914年までベルリンの陸軍大学で学んだ後、第一次世界大戦に騎兵将校として従軍。1915年に大尉に昇進。ポーランド、フランス、ロシア、バルカン半島などで従軍し、1917年に大参謀本部に転属となった。
終戦後もヴァイマル共和国軍に残った。ミュンヘン歩兵学校教官やさまざまな騎兵部隊司令官、参謀本部付を経て、1932年に大佐に昇進。1933年から1937年まで、陸軍駐在武官（1935年からは空軍駐在武官を兼任）としてイギリス、ベルギー、オランダを兼轄する駐ロンドンドイツ大使館に勤務し、その間1935年9月に少将に昇進した。ナチス・ドイツによるラインラント進駐の際、ガイヤー・フォン・シュヴェッペンブルクは本国に対し、イギリスの実力を侮るべからざることや、アドルフ・ヒトラーの冒険的外交を警告する報告を送った。この報告は当時のヴェルナー・フォン・ブロンベルク国防相の不興を買い、さらにはおそらくヒトラーの個人的不信感の元になったと思われる。

### 第二次世界大戦
1937年に本国に呼び戻され、中将に昇進したうえで1935年に新設された第3装甲師団の司令官に任命された。同師団はハインツ・グデーリアンが指揮する第XIX軍団の一部として1939年のポーランド侵攻に参加した。ヘウムノでの勝利を賞され、新戦場でヒトラーから直々に褒賞された。病気による休養を経て1940年2月に第XXIV軍団司令官に任命され、同年4月に騎兵大将（1941年から装甲兵大将に改称される）に昇進した。同軍団を率いてフランス侵攻に参加。ついでやはりグデーリアンが指揮する第2装甲軍の一部である第III、のちに第XXXX軍団司令官を務めて独ソ戦に従軍した。ミンスクの戦い、スモレンスクの戦い (1941年)、キエフの戦い (1941年)に参加し、南回りの先鋒としてキエフ・ポケットを閉じる役割を演じた。モスクワの戦いでは第2軍の先鋒として進撃したが、頓挫した。翌年5月の第二次ハリコフ攻防戦にも参加、7月に騎士鉄十字章を受章した。
1943年、グデーリアンが装甲兵総監に就任すると、第LXXVI軍団司令官としてフランスに転属となり、自動車化師団及び装甲師団10個を編成する任務を与えられた。同年夏には第LVII予備装甲軍団司令官を兼任した。1944年1月、北アフリカで壊滅し解散されていた第5装甲軍が、ガイヤー・フォン・シュヴェッペンブルクの西方装甲部隊司令部を基に再編成された。すぐに西方装甲集団と改名され、国防軍最高司令部予備として西方軍司令官ゲルト・フォン・ルントシュテット元帥の指揮下に置かれた。
連合軍がノルマンディーに上陸した翌日の1944年6月7日、ルントシュテットは西方装甲集団を第7軍の指揮下に入れた。ガイヤー・フォン・シュヴェッペンブルクは上陸した連合軍を掃討するつもりでいたが、その司令部は6月10日に空襲で司令部が破壊された。自身は負傷し、参謀将校の多くは重傷を負うか死亡するかしたため、第1SS装甲軍団長のヨーゼフ・ディートリヒ親衛隊上級大将とその幕僚が、西方装甲軍司令部が再編成される間の指揮を引き継いだ。4個装甲軍団を投じた反攻作戦計画は、6月28日にB軍集団司令官エルヴィン・ロンメルにより却下された。グデーリアンにの言うように、ロンメルはこのような反攻作戦は成功しないと思っていたのか、直後の7月20日に実際に発生したヒトラー暗殺計画を知っていたため、武装親衛隊の鎮圧に有力な装甲軍団を投入する目的で却下したのかは不明である。
ガイヤー・フォン・シュヴェッペンブルクは、7月にルントシュテット元帥とともに更迭され、総統予備（待命）に編入された。西方軍司令官の後任はギュンター・フォン・クルーゲ、西方装甲集団司令官の後任はハインリヒ・エーバーバッハであった。同年8月に国内予備軍装甲兵総監に任命されたが、ドイツが降伏した1945年5月にバイエルンでアメリカ軍の捕虜になった。

### 戦後
1947年に釈放されたのち、回顧録や軍事に関する論文を数多く著し、1950年にはハンス・シュパイデルやアドルフ・ホイジンガー（のちの初代ドイツ連邦軍総監）といった、ナチスと距離を置いていたかつてのドイツ国防軍の将軍たちとともに、西ドイツの再軍備に関する諮問機関である「ドイツ安全保障問題研究委員会」の一員に選ばれた。ミュンヘン近郊のイルシュハウゼンで死去した。
妻との間に一女があり、彼女は1941年に法学博士クルト・フォン・プフェル伯爵と結婚した。

## 著書
- Erinnerungen eines Militarattachés: London 1933–1937. - Stuttgart, Deutsche Verlags-Anstalt, 1949
- Die Verteidigung des Westens. - Frankfurt, Verlag Friedrich Rudl, 1952
- Die große Frage. - Bernard & Graefe, 1952
- The Critical Years. - Allan Wingate, London 1952